# Нойендорф, Адольф
Адо́льф Ге́нрих Анто́н Ма́гнус Нойендо́рф (англ. Adolf Heinrich Anton Magnus Neuendorff; 13 июня 1843, Гамбург, Германия — 4 декабря 1897, Нью-Йорк, США) — американский композитор, скрипач, пианист, дирижёр, оперный режиссёр и театральный менеджер германского происхождения.

## Биография

### Детство и юность
Адольф Нойендорф родился в Гамбурге 13 июня 1843 года. В 1855 году эмигрировал вместе со своим отцом в Нью-Йорк. В Нью-Йорке он брал уроки скрипки у Дж. Мацки и Джозефа Вейнлиха; уроки фортепиано, теории музыки и композиции — у д-ра Густава Шиллинга. В 1859 году Нойендорф дебютировал в качестве пианиста в Додворт-холле, а в 1861 году отправился в турне по Бразилии, где выступал со скрипичной программой.

### Милуоки
В 1864 году Нойендорф вернулся в Соединенные Штаты и жил в Милуоки(штат Висконсин), где дирижировал оркестром в Немецком театре и был хормейстером немецкой оперной труппы под управлением Карла Аншютца. Впоследствии он сменил Аншютца на посту дирижёра.

### Нью-Йорк
В 1867 году Нойендорф стал музыкальным продюсером нью-йоркского Амфмитеатра Бовери. Именно здесь под его патронажем и управлением состоялись американские премьеры опер Рихарда Вагнера — Лоэнгрин (3 апреля 1871 года) и Валькирия (2 апреля 1877 года). 
В 1872 году, по приглашению Нойендорфа, в США приехал тенор Теодор Вахтель, который совместно с Карлом Розой открыл сезон итальянской оперы в Академии музыки. В том же году Нойендорф основал в Нью-Йорке театр «Германия», в котором в течение одиннадцати лет исполнял обязанности менеджера, совмещая эту должность с игрой на органе в местной церкви и дирижёрской деятельностью в хоровом обществе. 
В 1875 году под его руководством и при участии Теодора Вахтеля и мадам Паппенгейм, состоялся сезон «Немецкой оперы», в рамках которого исполнялись концерты Бетховена. В 1876 году Нойендорф отправился в Байрейт, где в качестве корреспондента «New Yorker Staats-Zeitung» освещал события первого Байрёйтского фестиваля. Сезон 1878—1879 годов он провёл в Нью-Йоркской филармонии, где возглавил оркестр, замещая Теодора Томаса, который в это время гастролировал в Цинциннати. 3 октября 1878 года, впервые в Америке, в исполнении оркестра Нью-Йоркской филармонии под управлением Нойендорфа прозвучала Вторая симфония Брамса, а 21 декабря состоялась американская премьера симфонической поэмы Чайковского «Франческа да Римини». 
В сезоне 1879—1980 годов Теодор Томас вернулся из Цинциннати в Нью-Йорк, и вновь был назначен главным дирижёром филармонии. В этот период Нойендорф начал сочинять комические оперы и оперетты, либретто большинства из которых были на немецком, а также на английском языке. Кроме того, он переводил немецкие либретто на английский язык для бродвейских театров. Одна из его адаптаций — либретто к опере Франца фон Зуппе Путешествие по Африке (Die Afrikareise).

### Бостон
В период 1884—1889 гг он жил в Бостоне (штат Массачусетс). 11 июля 1885 года в Бостонском Мюзик-холле состоялся первый «Променад-концерт» Бостонского концертного оркестра под управлением Нойендорфа. Дебютная программа включала эксклюзивную новинку — номер под названием «Вечер с Бильзе», в котором фрагменты из произведений Бетховена и Штрауса, Вагнера и Вебера воссоединялись в блистательной музыкальной юмореске. Принимая во внимание, что остальные номера программы были европейскими, зрители первого «Променад-концерта» не могли и предположить, что он станет началом своеобразной американской традиции.

### Вена
В 1889 году Нойендорф начал исполнять обязанности управляющего «Оперной труппы Эммы Юх», а два года спустя вместе со своей женой, певицей Джорджиной Янушовски, переехал в Вену (Австрия). Адольф Нойендорф умер в Нью-Йорке, 4 декабря 1897 года, в возрасте 54 лет.

### Произведения
Адольф Нойендорф является автором двух симфоний, нескольких опер, а также многочисленных инструментальных и вокальных сочинений.
- «Крысолов из Гамельна» (нем. Der Rattenfänger von Hameln) (опера, 1880 г.)
- «Дон Кихот» (опера, 1882 г.)
- «Принц-Вальдмейстер» (опера, 1887 г.)
- «Менестрель» (опера, 1892 г.)